# Pittsburgh Saturday Visiter
O Pittsburgh Saturday Visiter foi um jornal abolicionista e de direitos das mulheres impresso em Pittsburgh, nos Estados Unidos. Fundada em 1847, Jane Swisshelm foi a editora e Robert M. Riddle imprimiu o jornal. Teve bons números de circulação e funcionou até 1854.

## História
A jornalista Jane Swisshelm foi a fundadora do Pittsburgh Saturday Visiter [sic] e financiou o trabalho com dinheiro em sua própria propriedade e imprimiu o jornal com Robert M. Riddle. Swisshelm atuou como editor e Riddle imprimiu o jornal. Na época, o jornal abolicionista em Pittsburgh havia fechado e um novo jornal era necessário. Ela lançou o Saturday Visiter em 20 de dezembro de 1847. Havia multidões esperando nas ruas pela primeira edição. Swisshelm soletrava "visitante" como "visitante" e acreditava que sua grafia estava correta.
O Saturday Visiter publicou a favor dos direitos das mulheres, movimento da temperança e o movimento abolicionista. Ela também endossou os argumentos do Partido Solo Livre contra a escravidão. O jornal teve uma boa circulação com cerca de 6 000 assinantes, embora mais assinantes vivessem fora da Pensilvânia.
Eventualmente, Swisshelm começou a olhar as vendas do periódico Visiter em 1853, e observou alguém com opiniões políticas semelhantes às dela. Depois que Swisshelm teve um filho, ela percebeu que estava negligenciando o trabalho no Visiter. O jornal entrou em falência em 1854, apesar de sua boa circulação e foi vendido para Riddle. Riddle fundiu o jornal com a edição semanal de seu Jornal Comercial, mantendo Swisshelm como editor.

## Recepção
Frederick Douglass disse: "Há poucos jornais que exercem maior influência do que o Saturday Visiter, editado pela Sra. Swisshelm."